# Théâtre national Dona Maria II
Le Théâtre national Dona Maria II (en portugais : Teatro Nacional D. Maria II) est un théâtre situé à Lisbonne au Portugal, sur le Rossio, dans le cœur historique de la vieille ville. Le théâtre compte parmi les salles les plus prestigieuses du pays.

## Description

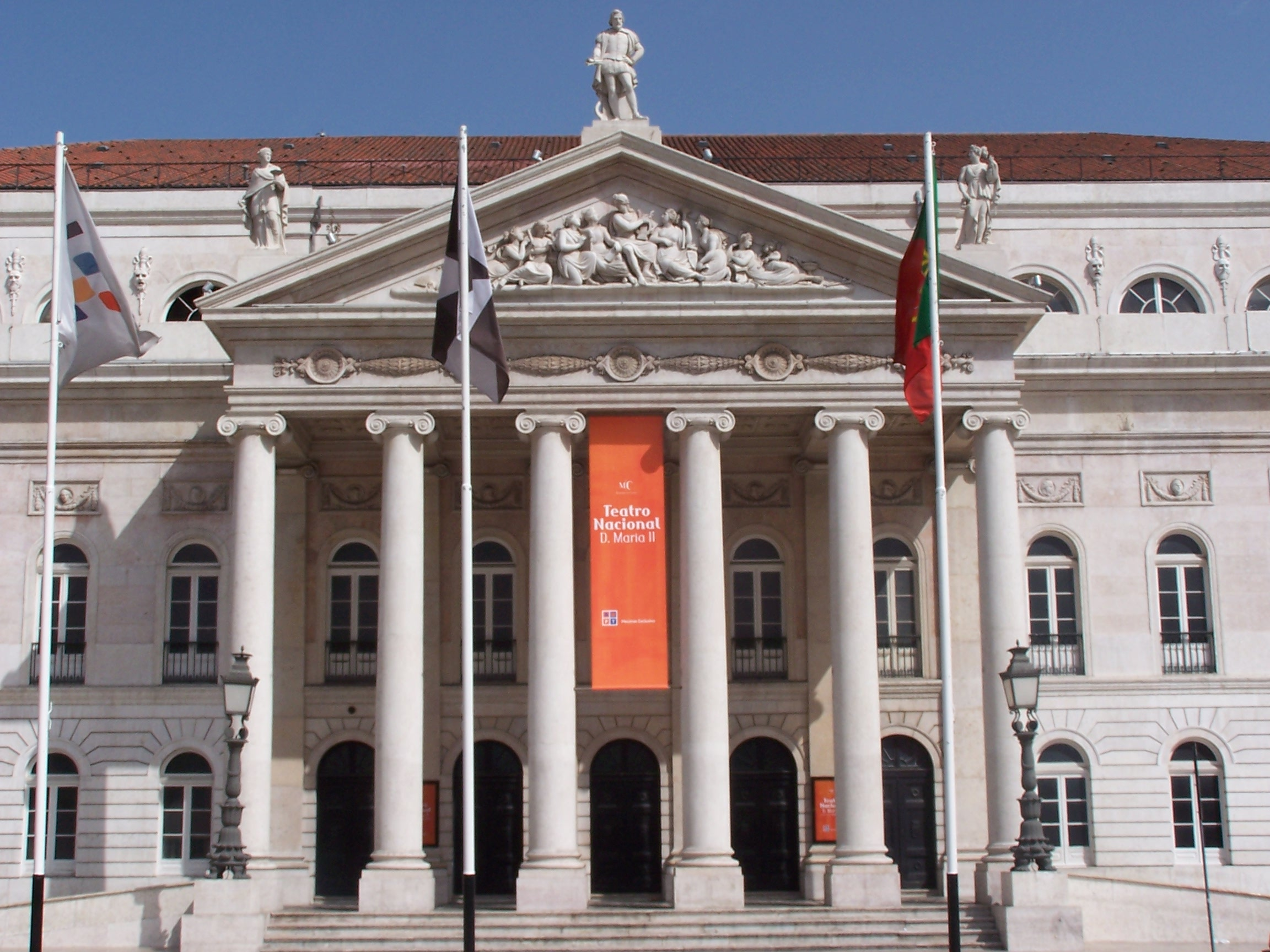
Portique du théâtre national D. Maria II.

Il est édifié sur la façade nord de la place du Rossio à l'emplacement de l'ancien palais Estaus (en) construit vers 1450 pour héberger les dignitaires étrangers et les nobles visitant Lisbonne. Au XVIe siècle, le palais Estaus devient le siège de l'inquisition portugaise. Le palais est épargné par le tremblement de terre de Lisbonne de 1755 mais est entièrement détruit par un incendie en 1836.
Grâce aux efforts opiniâtres du poète et écrivain romantique Almeida Garrett, il est décidé de remplacer l'ancien palais par un théâtre moderne dédié à la reine Marie II de Portugal. La construction débute en 1842 sur des plans de l'architecte néoclassique italien Fortunato Lodi pour s'achever en 1846.
L'édifice est un des meilleurs représentants de l'influence du néo-palladianisme à Lisbonne. L'élément principal de la façade est un portique (hexastyle) de six colonnes ioniques supportant un fronton triangulaire. Le tympan est décoré de bas-reliefs représentant Apollon et les Muses. Le fronton est surmonté d'une statue du dramaturge de la Renaissance Gil Vicente (v. 1464-v. 1536), considéré comme le père du théâtre portugais. Certaines des pièces de Gil Vicente avaient été censurées par l'Inquisition à la fin du XVIe siècle.
L'intérieur est décoré par les meilleurs artistes portugais du XIXe siècle mais l'essentiel de la décoration originale a été perdu dans un incendie survenu en 1964. Le théâtre a dû être entièrement rénové et n'a rouvert ses portes qu'en 1978.

## Source
- (en) Cet article est partiellement ou en totalité issu de l’article de Wikipédia en anglais intitulé « National Theatre D. Maria II » (voir la liste des auteurs).